# Трежер-Лейк (Пенсільванія)
Трежер-Лейк (англ. Treasure Lake) — переписна місцевість (CDP) в США, в окрузі Клірфілд штату Пенсільванія. Населення — 5460 осіб (2020).

## Географія
Трежер-Лейк розташований за координатами 41°10′15″ пн. ш. 78°43′6″ зх. д. / 41.17083° пн. ш. 78.71833° зх. д. (41.170705, -78.718390).  За даними Бюро перепису населення США в 2010 році переписна місцевість мала площу 29,63 км², з яких 27,61 км² — суходіл та 2,02 км² — водойми.

## Демографія
Згідно з переписом 2010 року, у переписній місцевості мешкала 3861 особа в 1495 домогосподарствах у складі 1192 родин. Густота населення становила 130 осіб/км².  Було 2034 помешкання (69/км²).
Расовий склад населення:
| - 96,5 % — білих - 2,0 % — азіатів - 0,3 % — чорних або афроамериканців |

До двох чи більше рас належало 1,0 %. Частка іспаномовних становила 0,8 % від усіх жителів.
За віковим діапазоном населення розподілялося таким чином: 22,7 % — особи молодші 18 років, 61,6 % — особи у віці 18—64 років, 15,7 % — особи у віці 65 років та старші. Медіана віку мешканця становила 45,5 року. На 100 осіб жіночої статі у переписній місцевості припадало 100,1 чоловіків;  на 100 жінок у віці від 18 років та старших — 99,6 чоловіків також старших 18 років.
Середній дохід на одне домашнє господарство  становив 72 406 доларів США (медіана — 64 314), а середній дохід на одну сім'ю — 79 964 долари (медіана — 70 729). За межею бідності перебувало 4,3 % осіб, у тому числі 8,4 % дітей у віці до 18 років та 0,0 % осіб у віці 65 років та старших.
Цивільне працевлаштоване населення становило 1656 осіб. Основні галузі зайнятості: освіта, охорона здоров'я та соціальна допомога — 23,7 %, мистецтво, розваги та відпочинок — 14,6 %, фінанси, страхування та нерухомість — 9,5 %, роздрібна торгівля — 9,2 %.